# Castle Stalker
Castle Stalker (Schots-Gaelisch: Caisteal an Stalcaire) is een middeleeuwse donjon met vier verdiepingen aan de westkust van Schotland, veertig kilometer ten noorden van Oban. De pittoreske vesting is geheel omsloten door het water van Loch Laich, een inham van Loch Linnhe. De naam van het gebouw is ontleend aan het Schots-Gaelische woord 'stalcaire', dat jager of valkenier betekent.
Omstreeks 1320 werd een eerste versterking op het eiland gebouwd door de clan MacDougall. Na 1388 kwam het eiland in handen van de Stewarts en rond 1445 bouwde sir John Stewart Castle Stalker in de huidige vorm. De vesting is vrijwel geheel intact gebleven.

## Monty Python
In 1975 gebruikte Monty Python Castle Stalker als decor voor de slotscène van de komische film Monty Python and the Holy Grail. Koning Arthur belegert in deze scène het door Franse ridders verdedigde slot, waar de graal verborgen zou zijn, maar wordt gearresteerd door de Britse politie uit de jaren 1970 voor een moord op een historicus.